# Toxotacma
Toxotacma é um gênero de traça pertencente à família Agonoxenidae.